# Hác Phổ
Hác Phổ (tiếng Trung: 郝普; bính âm: Hao Pu; ? - 231), tự Tử Thái (子太), là quan viên Đông Ngô thời Tam Quốc trong lịch sử Trung Quốc.

## Cuộc đời
Hác Phổ quê ở quận Nam Dương, sau tách thành quận Nghĩa Dương, Kinh Châu. Năm 211, Lưu Bị vào Thục, lưu Hác Phổ làm thái thú quận Linh Lăng.
Năm 214, Lưu Bị bình định Tây Xuyên, Tôn Quyền cho người tới đòi cả Kinh Châu, lại phái quan lại đến chiếm đoạt quyền hành các quận. Lưu Bị từ chối, quan viên bị Quan Vũ đuổi đi. Tôn Quyền sai Lã Mông lĩnh Tiên Vu Đan, Từ Trung, Tôn Quy đánh úp Kinh Nam. Thái thú Trường Sa là Liêu Lập đào thoát về tây, Triệu Vân đang ở Xuyên, bộ chúng Quế Dương cũng buông xuôi, chỉ có Hác Phổ cố thủ Linh Lăng. Lã Mông tại huyện Linh gặp được Đặng Huyền Chi (鄧玄之) người Nam Dương, là bạn cũ của Phổ. Mông để Huyền Chi vào thành, nói dối Phổ rằng Lưu Bị, Quan Vũ không có khả năng cứu viện. Hác Phổ tin là thật, liền mở cửa đầu hàng, xong mới biết viện quân từ Tây Xuyên đã đến, hối hận không thôi.
Năm 215, Lưu Bị cùng Tôn Quyền đạt thành hòa ước, lấy Tương Thủy làm mốc. Hác Phổ không muốn theo Ngô, lại về theo Lưu Bị, được phục chức thái thú Linh Lăng như cũ. Năm 219, lợi dụng lúc Quan Vũ bắc phạt, Tôn Quyền phái Lã Mông đánh lén Kinh Châu. Hác Phổ nhanh chóng đầu hàng, quan tới Đình úy.
Năm 230, Tào Duệ phái Ẩn Phồn sang Ngô làm gián điệp. Hồ Tống cho rằng Phồn không thể trọng dụng, liền cắt cử làm Đình úy giám, dưới quyền Hác Phổ. Phổ cùng Tả tướng quân Chu Cứ khen ngợi Ẩn Phồn còn vương tá chi tài, cùng Phồn thân thiện, thường bất bình việc Phồn bị trù dập.
Năm 231, Tôn Quyền phái Tôn Bố tới trá hàng, dụ tướng Ngụy là Vương Lăng đến để phục kích. Ẩn Phồn vội vã phát động phản loạn. Dù vụ nổi loạn nhanh chóng bị trấn áp, nhưng Vương Lăng nhờ đó mà cảnh giác, rút quân về. Ẩn Phồn bị xử tử, còn Hác Phổ bị Tôn Quyền chỉ trích, bức tử.

## Trong văn hóa
Hác Phổ không xuất hiện trong tiểu thuyết Tam quốc diễn nghĩa của La Quán Trung.